# Widenmayerstraße 16

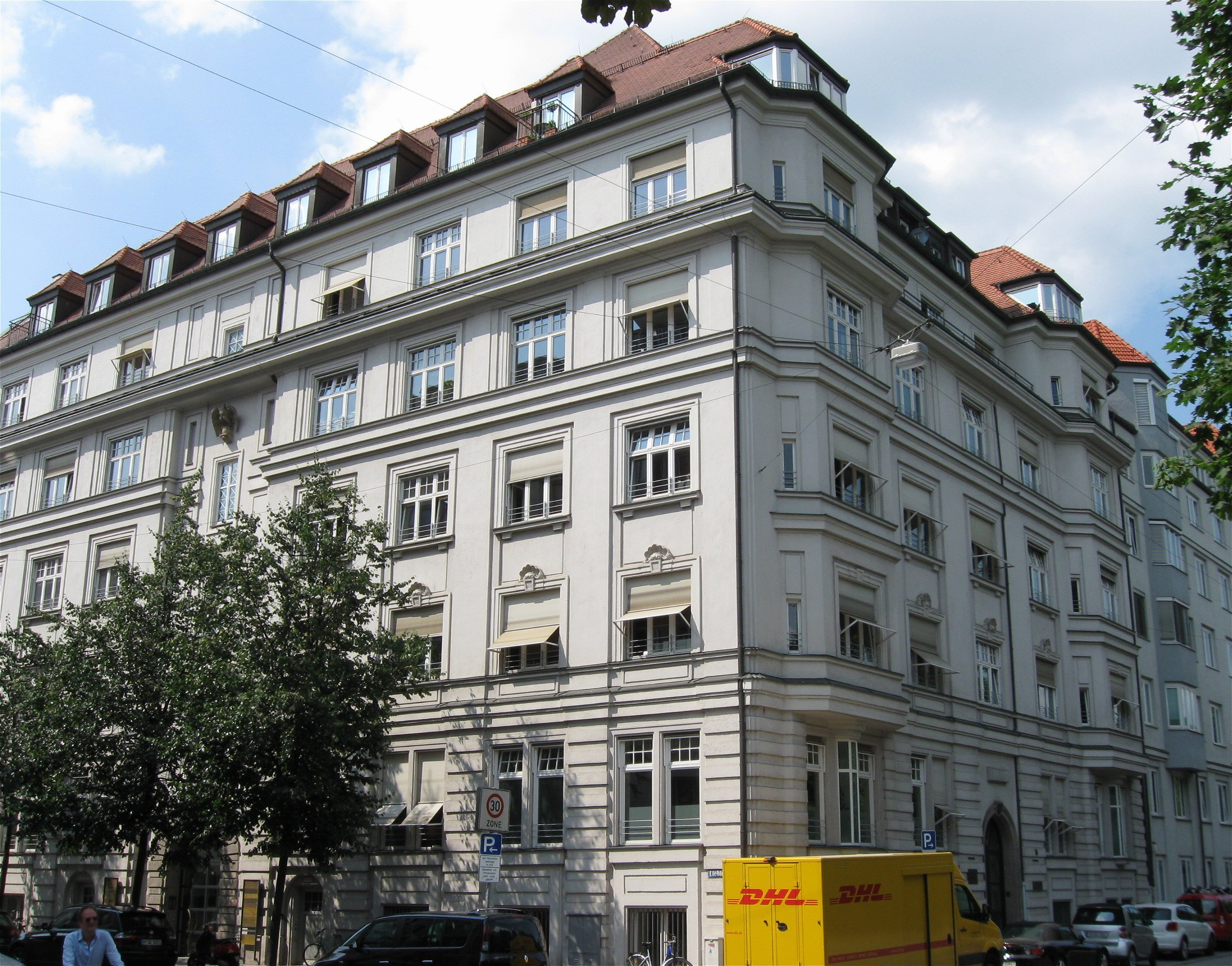
Straßenansicht

Das Gebäude Widenmayerstraße 16 ist ein Büro- und Wohngebäude im Stadtteil Lehel der bayerischen Landeshauptstadt München. Das Haus steht in Ecklage an der Einmündung der Liebigstraße in die Widenmayerstraße.
Es wurde in den Jahren 1910/11 von den Architekten Georg Meister und Oswald E. Bieber als Sitz der Thuringia-Versicherung in barockisierenden Formen errichtet und steht heute unter Denkmalschutz (D-1-62-000-7504).
Am Eingang des Hauses wurden vier Stolpersteine verlegt:
- Else Basch
- Ernst Basch
- Julius Basch
- Klara Strauß

Das Gebäude ist Sitz der International Shooting Sport Federation.